# Maria Melentieva
Pour les articles homonymes, voir Melentiev.
Maria Vladimirovna Melentieva (russe : Мария Владимировна Мелентьева ; 24 janvier 1924 – 2 juillet 1943) est une partisane soviétique en Carélie qui reçut le titre de Héros de l'Union soviétique à titre posthume le 25 septembre 1943 en reconnaissance de ses activités de résistance.

## Enfance
Melentieva est née le 24 janvier 1924 en Carélie, dans une famille de paysans du village de Priaja. Après avoir obtenu son diplôme de l'école secondaire du village, elle travaille comme infirmière dans l'hôpital de Segueja. Sportive, elle a essayé différents sports, comme sa future collègue Anna Lisitsyna,,.

## Seconde Guerre mondiale
Elle rejoint les partisans soviétiques en 1942. Le 15 juin, elle est envoyée avec Anna Lisitsyna et six autres membres du Komsomol dans le district de Cheltozero - alors contrôlé par les Allemands - afin de mener une mission de reconnaissance et d'organiser un Komsomol clandestin. Lorsque l'avion qui doit les ramener en territoire sous contrôle soviétique ne peut pas venir, les huit membres de l'expédition décident de traverser les lignes ennemies à pied afin de remettre les informations recueillies. Au cours de la traversée de la rivière Svir le 3 août 1942, Anna Lisitsyna se noie mais Melentieva réussit à récupérer les documents qu'elle transporte dans son chapeau. Se retrouvant seule, elle erre pendant cinq jours dans la forêt, sans vêtements, ni nourriture, seulement la liasse de documents pour le Komsomol. Le sixième jour, elle rencontre le 272e régiment d'infanterie de l'Armée rouge et lui remet les documents,.
À l'été 1943, elle est envoyée sur une autre mission dans une zone contrôlée par l'Axe prendre contact avec le Komsomol clandestin qu'elle a aidé à établir à Cheltozero l'année précédente pour faire un rapport. Elle est dénoncée avec les autres partisans par un informateur à l'armée finlandaise et s'ensuit une fusillade qui se termine par leur capture. Refusant de répondre aux questions de l'armée finlandaise, ils sont abattus dans une cave, le 2 juillet 1943. Ils sont enterrés à Topornaïa Gora, dans le district de Medvejiegorsk,.

## Distinctions
Melentieva reçoit le titre de Héros de l'Union soviétique à titre posthume le 25 septembre 1943 par décret du Soviet suprême, le même jour qu'Anna Lisitsyna. Elle est également récipiendaire de l'ordre de l'Étoile rouge. Son nom fut donné à une rue en Carélie et plusieurs monuments et mémoriaux honorent sa mémoire dans sa région natale.